# چوکوراورن (سولواووا)
چوکوراورن (به ترکی استانبولی: Çukurören) یک منطقهٔ مسکونی در ترکیه است که در سولواووا واقع شده‌است.